# شهرالدین محمدعلی‌اف

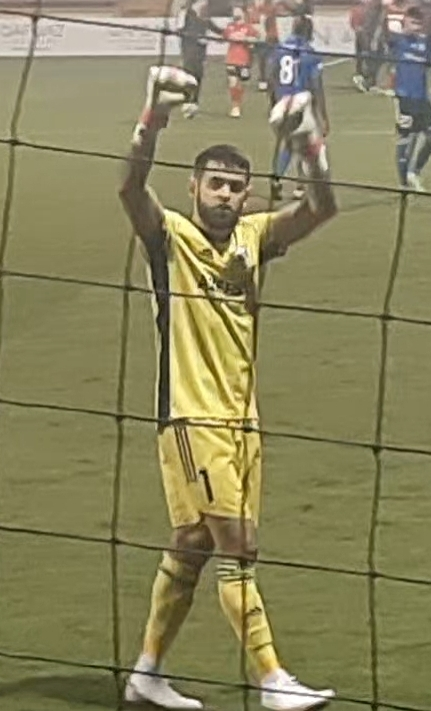
شهرالدین محمدعلی‌اف در سال ۲۰۲۱

شهرالدین محمدعلی‌اف (ترکی آذربایجانی: Şahruddin Məhəmməd oğlu Məhəmmədəliyev؛ زادهٔ ۱۲ ژوئن ۱۹۹۴) بازیکن فوتبال اهل جمهوری آذربایجان است.

از باشگاه‌هایی که در آن بازی کرده‌است می‌توان به باشگاه فوتبال سومقاییت و باشگاه فوتبال قره‌باغ اشاره کرد.
وی همچنین در تیم‌های ملی فوتبال زیر ۲۱ سال جمهوری آذربایجان، تیم ملی فوتبال زیر ۲۳ سال جمهوری آذربایجان، و جمهوری آذربایجان بازی کرده‌است.